# Abdelâali Zahraoui
Abdelâali Zahraoui (ar. ابديلايلى زاهراوى; ur. 9 stycznia 1949 w Fezie) – marokański piłkarz grający na pozycji pomocnika. W swojej karierze grał w reprezentacji Maroka.

## Kariera klubowa
Swoją karierę piłkarską Zahraoui rozpoczął w klubie Maghreb Fez, w którym zadebiutował w 1968 roku i w którym grał do 1981 roku. W sezonie 1978/1979 wywalczył z nim mistrzostwo Maroka, a w sezonie 1979/1980 zdobył Puchar Maroka. W latach 1981-1983 grał w FAR Rabat, w którym zakończył karierę.

## Kariera reprezentacyjna
W reprezentacji Maroka Zahraoui zadebiutował w 1971 roku. W 1976 roku powołano go do kadry na Puchar Narodów Afryki 1976. Zagrał w nim w pięciu meczach: grupowych z Zairem (1:0), w którym strzelił gola i z Nigerią (3:1) oraz w serii finałowej z Egiptem (2:1), w którym strzelił gola, z Nigerią (2:1) i z Gwineą (1:1). Z Marokiem wywalczył mistrzostwo Afryki. W kadrze narodowej grał do 1976 roku.